# Eugeniusz Kastner
Eugeniusz Kastner (ur. 1863, zm. 27 grudnia 1914) – pułkownik cesarskiej i królewskiej Armii.

## Życiorys
Urodził się w 1863. Został oficerem cesarskiej i królewskiej Armii. Otrzymał przydział do Pułku Inżynierii w Klosterneuburgu, w którym awansował na kolejne stopnie: kadeta–zastępcy oficera (1 września 1884), podporucznika (1 listopada 1886) i porucznika (1 listopada 1889). W latach 1891–1892 studiował w c. k. Wyższej Szkole Technicznej w Wiedniu. W latach 1893–1895 był przydzielony do Szkoły Kadetów Pionierów w Hainburgu, początkowo jako oficer Pułku Inżynierii w Klosterneuburgu, a następnie oficer nadetatowy 5 Batalionu Pionierów. W latach 1895–1897 był słuchaczem Wyższego Kursu Inżynierii w Wiedniu. W międzyczasie (1 listopada 1896) awansował na kapitana. W sierpniu 1897, po ukończeniu kursu otrzymał tytuł „oficer przydzielony do Sztabu Inżynierii” i został przydzielony do Dyrekcji Inżynierii w Krakowie. Studiując, a następnie służąc w Krakowie nadal pozostawał oficerem nadetatowym 5 Batalionu Pionierów. W 1900 został przeniesiony do Węgierskiego Pułku Piechoty Nr 72 w Bratysławie, w celu odbycia stażu liniowego. W 1902 otrzymał tytuł oficera Sztabu Inżynierii i przydział do Komendy 10 Korpusu w Przemyślu. Na stopień majora został mianowany ze starszeństwem z 1 listopada 1904. Następnie został przydzielony do Dyrekcji Inżynierii w Sarajewie na stanowisko dyrektora. 1 maja 1909 został mianowany na stopień podpułkownika. W latach 1909–1911 był nauczycielem na Wyższym Kursie Inżynierii w Wiedniu. W 1911 został przydzielony do Dyrekcji Inżynierii w Krakowie na stanowisko dyrektora. Stanowisko pełnił także po wybuchu I wojny światowej w twierdzy Kraków. 20 października 1912 został mianowany na stopień pułkownika.
Zmarł śmiercią tragiczną 27 grudnia 1914. Został pochowany na cmentarzu wojennym nr 388 – okręg XI (cmentarz Rakowicki).

## Ordery i odznaczenia
- Order Korony Żelaznej 3. klasy z dekoracją wojenną – pośmiertnie na początku 1915 w uznaniu wybitnych czynów przed wrogiem[6],
- Krzyż Rycerski Orderu Franciszka Józefa
- Krzyż Zasługi Wojskowej
- Krzyż za 25-letnią służbę wojskową dla oficerów
- Brązowy Medal Jubileuszowy Pamiątkowy dla Sił Zbrojnych i Żandarmerii
- Krzyż Jubileuszowy Wojskowy
- Medal Pamiątkowy Bośniacko-Hercegowiński
- Krzyż Pamiątkowy Mobilizacji 1912–1913[7]